# 維吉尼亞軍團
維吉尼亞軍團(Army of Virginia)是美國內戰時北方的一支主要軍團，成立於1862年，其主要對手是羅伯特·李的北維吉尼亞軍團。

## 歷史
維吉尼亞軍團成立於1862年6月26日，一直由約翰·波普率領，主要任務是擊敗維吉尼亞內部的南軍和攻克里奇蒙，但在石牆傑克森，李將軍和朗斯特里特（Longstreet）的率領下，南軍多次把維吉尼亞軍團趕出維吉尼亞，最出名的可算是馬里蘭會戰和第二次馬納沙斯之役等。
在雪松山之役時，維吉尼亞軍團曾打退了石牆傑克森的軍旅，但被A.P.希爾中將（A.P. Hill）的反擊所打敗。
第二次馬納沙斯之役的失敗導致維吉尼亞軍團的解散，部隊多被派往著名的波多馬克軍團。

## 主要戰事
- 雪松山之役
- 第二次馬納沙斯之役